# Giuseppe Pulie
Giuseppe Pulie, född 26 december 1964, är en italiensk före detta längdskidåkare. Pulie tävlade i världscupen mellan 1988 och 1996, hans största merit var att han ingick i det italienska stafettlag som tog silver vid OS 1992 i Albertville.